# Prado del Rey
Prado del Rey település Spanyolországban, Cádiz tartományban. Prado del Rey Arcos de la Frontera, Villamartín, Algodonales, Zahara de la Sierra, Grazalema és El Bosque községekkel határos. Lakosainak száma 5667 fő (2024).

## Népesség
A település népessége az utóbbi években az alábbiak szerint változott:
| Lakosok száma | 5829 | 5858 | 5994 | 5956 | 5941 | 5885 | 5767 | 5605 | 5655 | 5667 |
|               | 2001 | 2004 | 2006 | 2009 | 2011 | 2014 | 2016 | 2019 | 2021 | 2024 |